# Jacinta Rubio Rodrigo
Jacinta Rubio Rodrigo (Xeraco, 23 de maig de 1974) és una advocada i política valenciana, secretària comarcal de Més Compromís. Des de setembre de 2020, és directora de gestió de recursos humans i planificació estratègica a l'IVACE. Des de maig de 2008 a desembre de 2011, fou la coordinadora de les delegacions d'Acció Cultural del País Valencià.